# غلامحسین ظهیرالدینی
غلامحسین ظهیرالدینی (زادهٔ ۱۲۹۰ ه‍. خ در تهران – درگذشتهٔ ۱۳۶۰ در تهران) موسیقی‌دان، نوازنده و رهبر ارکستر اهل ایران بود.

## زندگی هنری
غلامحسین ظهیرالدینی در سال ۱۲۹۰ در تهران و در خانواده‌ای اهل هنر متولد شد. برادر بزرگترش محمود ظهیرالدینی، نقاش و از بنیان‌گذاران هنر نوین تئاتر در ایران و برادر کوچکترش محسن ظهیرالدینی نیز بازیگر بود. غلامحسین ظهیرالدینی پس از پایان تحصیلات ابتدایی به هنرستان عالی موسیقی راه یافت و در رشتهٔ ساز فلوت و موسیقی کلاسیک فارغ‌التحصیل شد. او پس از ازدواج، ردیف‌های موسیقی ایرانی را نزد همسر خود که نوهٔ آقاحسینقلی بود، آموخت. پس از آن به تدریس و نوازندگی در ارکسترهای مختلف مشغول شد. وی مدتی مسئول مرکز آموزش موسیقی وزارت فرهنگ و هنر بود. او همچنین مدتی به عنوان رهبر ارکستر ملی و کارشناس موسیقی در استان خراسان به فعالیت‌های موسیقی خود مشغول بود. وی غیر از فلوت، در نواختنِ سازهای ویلن و کمانچه نیز مهارت داشت.
فرزندان غلامحسین ظهیرالدینی؛ محمود، عباس، احمد، سیاوش و شورانگیز ظهیرالدینی، تحت نظر وی موسیقی را آموختند. از دیگر شاگردان او می‌توان به علی تجویدی، جواد بطحایی و سیامک شجریان اشاره نمود.

## درگذشت
غلامحسین ظهیرالدینی در سال ۱۳۶۰ بر اثر ابتلا به سرطان پروستات درگذشت و در امام‌زاده عبدالله شهر ری به خاک سپرده شد.